# La Trilla (Lladurs)
La Trilla és una masia situada al poble de Lladurs, al municipi del mateix nom, al Solsonès.